# Bernard Tramont
Bernard Tramont (Le Mans, Francia, 9 de noviembre de 1938 - España, 18 de abril de 1994 ) fue un piloto de rally francés afincado en España que compitió en diferentes competiciones automovilísticas como el Campeonato de España de Rally, que ganó en 1967 y 1968, pero también en carreras de circuitos, como las 24 Horas de Le Mans, y montaña, siempre vinculado a la marca Renault. 
Triunfó en España e introdujo cambios en la manera de competir en los rallyes de la época. Enseñó a correr con notas a los copilotos españoles que por aquel entonces el sistema que utilizaban era más arcaico y se realizaba memorizando el trazado. Contribuyó a la profesionalización de los equipos, aconsejándolos en la organización de las asistencias y en la elección de los neumáticos.

## Trayectoria
Nació cerca del circuito de Le Mans y de pequeño se colaba para ver la carrera 24 Horas de Le Mans. Comenzó a competir en rallyes los años 60' con varios Renault 4 CV y Renault Dauphine aunque también participaría como copiloto en el Rally de Montecarlo junto a Guy Storr. Posteriormente adquiere un Renault Alpine A108 y participó en el Champion de France des Aspirants de 1963, que a pesar de no ganar consigue participar en el Rally de Montecarlo de 1964 como piloto oficial junto a Jacques Cheinisse. Ese mismo año participó, entre otras pruebas, en el Tour de Francia Automovilístico.
En 1965 se instaló en España apoyado por su amigo Guy Storr, donde comenzó a competir con el Alpine A108. Gracias a Storr y a FASA-Renault comenzó a competir como oficial teniendo como jefe de equipo a Fernando Pérez de Villamil, y se convirtió de esta manera en el primer piloto oficial de rallyes en España, a pesar de que Renault no se inscribía en las pruebas y era el nombre de Tramont el que aparecía como concursante. Debutó en el Rally Vasco-Navarro de 1965 donde termina cuarto, y posteriormente lo haría en el Rally RACE con un cuarto puesto en la categoría Sport. Su primera victoria fue en el Rallye Barcelona-Andorra de 1966 y ese mismo año también participó en carreras de circuitos, donde venció en Salamanca y en las Tres Horas de Ajalvir, y en subidas. Ese año perdió a su copiloto Luis de Baviera en un accidente durante la disputa del Rally del Sol.

### Campeón de España

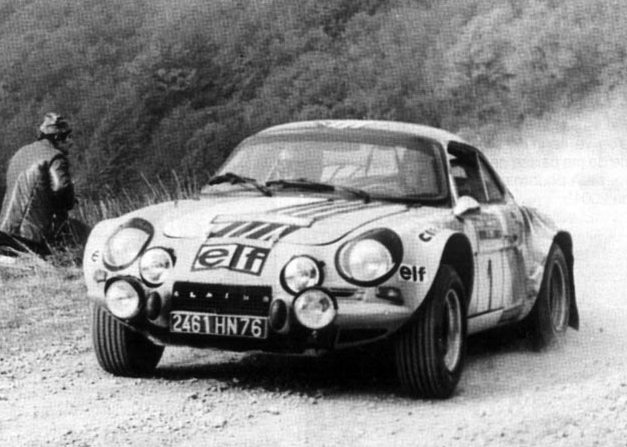
Tramont siempre vinculado a Renault logró sus dos títulos del campeonato de España de rally con un Renault Alpine. En la imagen el Alpine A110 del francés Jean-Luc Thérier, piloto con el que llegó a correr en las 24 Horas de Le Mans de 1968.

Reaparece en 1967 en la Subida a Galapagar donde termina sexto. Ese año compite con un Alpine A110 1.300 bajo la escudería RACE, pero seguía contando con el apoyo de Renault, y consigue el Campeonato de España de Rally con victorias en Rally Costa Brava, Alcarreño, Rally de Ourense y Rally Rías Baixas y podios en el Rally Fallas, Rally Firestone y Rally RACE. Continúa además sus participaciones en circuitos y montaña con victoria en Subida de Los Leones.
En la temporada 1968 el piloto Alberto Ruiz-Giménez se convierte en su compañero de equipo que lograría el Campeonato de Turismo, mientras que Tramont revalidaría el Campeonato de España de Rally con victorias en Rally Vasco Navarro, Rally Barcelona-Andorra, Rally de Girona, Rally de Oviedo, Rally Príncipe de Asturias y Rally Club 600 y un segundo puesto en el Rally Costa del Sol. Gana también el Gran Premio de La Coruña y participa en las subidas del Desierto de Las Palmas, de Torcal, y la de TrasSierra. Ese año participa en una prueba en el circuito del Jarama donde logra la octava posición, tras una mala salida y problemas con el carburador. Viaja a su país natal para participar en las 24 Horas de Le Mans de 1968 junto a Jean-Luc Thérier a bordo de un Alpine A210 1.300 Sport-Prototipo. Juntos finalizaron décimos en la general, 1º en Sport-Prototipo clase de 1.151 a 1.300 cm³, 1º al índice de rendimiento energético, 8º en categoría Sport-Prototipo y 4º al índice de prestación.
En 1969 gana varios rallyes (Vasco-Navarro, Príncipe de Asturias, Torre del Oro) y participa en pruebas de montaña y circuito, como el Jarama y Alcañiz. Vuelve a Francia para participar de nuevo en las 24 Horas de Le Mans, pero no llega a participar puesto que el A210-Renault Gordini se le quema la junta de culata en la primera hora de carrera. Ese año hace las labores de jefe de equipo en el Rally Costa del Sol, al encontrarse enfermo Fernando Villamil y que volvería a ejercer tras su retirada como piloto.
Para 1970 compite con nuevo copiloto, Jaime Segovia, puesto que Ricardo Antolín se encontraba haciendo el servicio militar. Participa en el Costa Brava donde termina tercero con el nuevo Alpine A110 1.600 S de grupo 6. Logra varios podios, como el segundo en Ourense, pero los Alpine comenzaban a ser pocos competitivos frente a los Porsche 911. En el Rally Bosch de ese año se produce otra tragedia. Su copiloto Segovia pierde la vida cuando en una curva el Alpine golpea contra la esquina de un edificio y se parte en dos, recibiendo en el lado derecho el golpe más fuerte. La prueba se paraliza al momento, todos los equipos se retiran en señal de duelo y la organización decide conceder la victoria a Tramont que en ese momento lideraba la prueba. El francés sufrió varias lesiones y decidió retirarse de la competición, aunque un año más tarde, Antolín lo anima para seguir una temporada más con el que consigue la victoria en el Rally Vasco Navarro. Compiten también en el Critérium Luis de Baviera donde logran el cuarto puesto, en los 500 Kilómetros Nocturnos Bujías Bosch con un segundo, terceros en Orense y sextos en el Rallye Internacional del Sherry. Logra ganar en la manga GTs, Sports y Prototipos del Circuito de La Coruña.
En 1971, Tramont termina séptimo en el Rally Firestone, quinto en el Rallye Internacional 2.000 Virajes y sexto en el Rallye Costa de Sol. Todas estas pruebas las disputó con el A110 1.600 prototipo grupo 6, que, ya no era competitivo. Finalizó quinto en el campeonato de España, la que sería su última temporada como piloto, aunque en 1974 volvería a participar en Le Mans con un Porsche 908/3 junto a Paco Torredemer y Juan Fernández, al que no llega a subirse tras romper la caja de cambios durante la tercera hora de carrera.

### Director deportivo
Años después y tras la muerte de Fernando Villamil en un accidente automovilístico en el Circuito del Jarama en 1978, Tramont, que se encontraba trabajando para FASA-Renault ascendió director deportivo de la marca y llegaría a ser jefe de equipo de pilotos como Carlos Sainz cuando este corrió con la marca francesa en 1985 y 1986. También fue director de carreras del Circuito del Jarama.

### Muerte
Bernard Tramont falleció el 18 de abril de 1994, a consecuencia de una embolia pulmonar tras un error de diagnóstico. Sus hijos Bertrand y Arielle siguieron sus pasos y compitieron en diferentes rallyes de España y el extranjero, con resultados notables.

## Palmarés

### Campeonato de España
| Año  | Equipo       | Vehículo                 | 1     | 2     | 3     | 4     | 5     | 6     | 7       | 8     | 9     | 10     | 11    | 12    | 13    | 14      | 15      | 16    | 17    | 18    | 19    | Posición | Puntos |
| ---- | ------------ | ------------------------ | ----- | ----- | ----- | ----- | ----- | ----- | ------- | ----- | ----- | ------ | ----- | ----- | ----- | ------- | ------- | ----- | ----- | ----- | ----- | -------- | ------ |
| 1967 | FASA-Renault | Alpine-Renault A110 1300 | CLB   | INV   | CBR 2 | OUR 1 | FAL 3 | RBA 1 | CDO     | ESP 1 | FIR 3 | ARA    | GER   | VIR   | 600 2 | BAN 3   | CDS 4   |       |       |       |       | 1º       |        |
| 1968 | FASA-Renault | Alpine-Renault A110 1440 | INV   | FAL   | VAS 1 | BAV   | COS   | MON   | ORE Ret | PLA 4 | COR   | RIA 24 | CDO 1 | RAC 5 | GER 1 | FIR Ret | VIR Ret | BAN 1 | 600 1 | CDS 2 | 3CO   | 1º       |        |
| 1969 | FASA-Renault | Alpine-Renault A110 1440 | CBR   | VCN 1 | OUR 3 | RBX   | RES   | CDO 1 | FIR Ret | 2VI   | BAN 5 | CDS    |       |       |       |         |         |       |       |       |       |          |        |
| 1970 | FASA-Renault | Alpine-Renault A110 1600 | CBR 3 | FLL   | VCN 2 | CLB 3 | PIK 1 | 500 2 | OUR 2   | CID   | COR 3 | RBX 3  | BOS 1 | CDO   | RES   | 2VI     | BAN     | FIR   | CDS   |       |       | 4º       | 318    |
| 1971 | FASA-Renault | Alpine-Renault A110 1600 | FLL   | CBR   | VCN 1 | CGU   | CLB 4 | GIJ   | 500 2   | RIO   | OUR 3 | CID    | RBX   | BOS   | CDO   |         | RES     | FIR 7 | BAN   | 2VI 5 | CDS 6 | 5º       | 249    |
| 1971 | FASA-Renault | Renault 8 Gordini        |       |       |       |       |       |       |         |       |       |        |       |       |       | SHE 6   |         |       |       |       |       | 5º       | 249    |

### Victorias destacadas
| Año  | Rally                                  |
| ---- | -------------------------------------- |
| 1966 | Rally Internacional Barcelona-Andorra  |
| 1967 | Rally de Ourense                       |
| 1967 | Rally Rías Baixas                      |
| 1967 | Rally Alcarreño                        |
| 1968 | Rally Vasco Navarro                    |
| 1968 | Rally Ciudad de Oviedo                 |
| 1968 | Rallye de Girona                       |
| 1968 | Rallye International Barcelona-Andorra |
| 1968 | Rallye Club 600 Barcelona              |
| 1969 | Rally Vasco Navarro                    |
| 1969 | Rally Ciudad de Oviedo                 |
| 1969 | Rally Torre del Oro                    |
| 1970 | Rally Pikolin                          |
| 1970 | Rally Bosch                            |
| 1971 | Rally Vasco Navarro                    |
| 1971 | Rally Bosch                            |

### Resultados destacados
- 1º en grupo 3 del Gran Premio de La Coruña 1968.
- 2º Rally Costa Brava 1967.
- 3º Rally RACE de España 1967 (5º en 1968).
- 3º Rally Costa Brava 1970.